# F700iS
FOMA F700iS（フォーマ・えふ なな まる まる アイ エス）は、富士通によって開発された、NTTドコモの第三世代携帯電話 (FOMA) 端末製品である。

## 概要
F700iのマイナーチェンジ端末で、FOMAプラスエリアに対応。
端末のデザインはF700iと全く同じである。

## 仕様
- ハードウェア仕様
  - 形状：折りたたみ式
  - 外部メモリー：miniSD対応
  - カラー：ローズピンク、アイスブルー、プラチナクォーツ
  - サイズ：幅48mm×高さ100mm×奥行25mm
  - 重量：122g
  - 連続通話時間：約145分（音声電話時）、約100分（テレビ電話時）
  - 連続待受時間：約580時間（静止時）、約400時間（移動時）
  - メイン液晶：2.2インチ、240×320ドット、約26万色 TET
  - サブ液晶：0.9インチ、30×97ドット、 モノクロSTN
  - カメラ：メインCCD約128万画素(有効画素数:約120万画素)、サブ約32万画素CMOS

※基本仕様はF700iと同じである。

## 歴史
- 2005年6月6日：電気通信端末機器審査協会 (JATE)通過
- 2005年5月31日：技術基準適合証明 (TELEC) 通過
- 2005年7月12日にSH700iSと同時にドコモよりプレスリリースされた
- 2005年7月21日：発売開始